# 崑陵都護府
崑陵都護府，中國唐代在西域設立的羈縻都護府。唐高宗時平西突厥而置，治所在庭州（今新疆吉木薩爾縣庭州故城）。其轄區大致相當於今新疆額爾齊斯河以南、天山以北地區，以及哈薩克斯坦境內的伊犁河流域。崑陵都護府存在于唐高宗、武后時期，其間一度由金山都護府取代，後併入北庭大都護府。

## 建置沿革
唐高宗顯慶三年（658年），右屯衛將軍蘇定方平定阿史那賀魯之亂，收西突厥故地。二月（658年3月），分西突厥置崑陵都護府、濛池都護府，皆隸屬於安西大都護府。以西突厥咄陸部（即“左廂五箭”）置崑陵都護府，轄處木昆、攝舍提、突騎施、鼠尼施、胡祿屋以及咄陸五部以外的葛邏祿、沙陀等部落。朝廷採納流沙道監軍盧承慶的建議，授西突厥王族阿史那彌射“左衛大將軍”兼崑陵都護，封“興昔亡可汗”。以北庭大都護府轄區推測，崑陵都護府領有以下都督府、州：
| 都督府       | 州名   | 现在地名                               | 原部落                                                                             |
| ------------ | ------ | -------------------------------------- | ---------------------------------------------------------------------------------- |
| 崑陵州都督府 | 崑陵州 | 新疆伊宁县吐鲁番于孜乡金城遗址         | 以阿史那弥射部（弓月部）置                                                         |
| 崑陵州都督府 | 车簿州 | 哈萨克斯坦塔尔迪库尔干州潘菲洛夫       | 以车鼻施部置                                                                       |
| 崑陵州都督府 | 热海州 | 哈萨克斯坦阿拉木图州春贾               | 以车鼻施部別種置                                                                   |
| 雙河州都督府 | 雙河州 | 新疆博樂市西5公里唐城遗址              | 以攝舍提之暾部置，在今博爾塔拉州博樂市、溫泉縣一帶                                 |
| 鹽泊州都督府 | 鹽泊州 | 新疆克拉玛依市                         | 以胡祿屋之闕部置。在今瑪納斯河以西                                                 |
| 匐延州都督府 | 匐延州 | 新疆乌苏县                             | 以處木昆部置。其地在伊犁河以東，今塔城地區和布克赛尔蒙古自治县、哈薩克斯坦齋桑一带 |
| 鷹娑州都督府 | 鷹娑州 | 新疆和静县巴音布鲁克区                 | 以鼠尼施之處半部置。在今珠勒都斯河流域                                             |
| 潔山州都督府 | 潔山州 | 新疆特克斯县                           | 以突騎施之阿利施部置。在伊犁河、楚河之間，今哈薩克斯坦阿拉木圖一帶                 |
| 嗢鹿州都督府 | 嗢鹿州 | 哈萨克斯坦阿拉木圖州阿拉木圖市         | 以突騎施之索葛莫賀部置                                                             |
| 嗢鹿州都督府 | 特伽州 | 哈萨克斯坦阿拉木圖州乌尊阿加奇         | 以突騎施之索葛莫賀部置                                                             |
| 金滿州都督府 | 金满州 | 新疆吉木萨尔县北庭镇三十户村           | 以處月部置。龍朔二年（662年）升為府。在今吉木薩爾縣、奇台縣一帶                    |
| 金滿州都督府 | 蒲類州 | 新疆木垒县雀仁乡                       | 以處月部別種置                                                                     |
| 輪台州都督府 | 轮台州 | 新疆昌吉市破城子                       | 以處密部置，在今昌吉州一帶                                                         |
| 憑洛州都督府 | 凭洛州 | 新疆乌鲁木齐市天山区                   | 以處密部置，在今阜康縣一帶                                                         |
| 沙陀州都督府 | 沙陀州 | 新疆伊吾县伊吾镇                       | 以處月部別種之沙陀部置，在今巴里坤縣、伊吾縣一帶                                   |
| 沙陀州都督府 | 鸡洛州 | 蒙古国戈壁阿尔泰省                     | 以𨁂跌部置                                                                         |
| 大漠州都督府 | 大漠州 | 新疆福海县                             | 以葛邏祿之熾俟部置                                                                 |
| 金附州都督府 | 金附州 | 新疆布尔津县                           | 葛逻禄炽俟别部，由大漠州都督府析置                                                 |
| 玄池州都督府 | 玄池州 | 哈萨克斯坦東哈薩克斯坦州斋桑           | 以葛邏祿之踏實力部置                                                               |
| 玄池州都督府 | 玛勒州 | 哈萨克斯坦東哈薩克斯坦州库尔丘姆       | 葛逻禄踏实力别部                                                                   |
| 陰山州都督府 | 阴山州 | 新疆额敏县额敏镇叶密立古城             | 以葛邏祿之謀落部置。在今阿爾泰山西南                                               |
| 陰山州都督府 | 咽面州 | 哈萨克斯坦塔尔迪库尔干州于恰拉尔       | 突厥咽面                                                                           |
| 陰山州都督府 | 金牙州 | 哈萨克斯坦塔尔迪库尔干州塔尔迪库尔干市 | 突厥咽面别部                                                                       |

龍朔二年（662年），濛池都護阿史那步真因與崑陵都護阿史那彌射不和，誣告彌射謀反。安西大都護蘇政海將彌射處死。“諸部落皆以興昔亡為冤，各有離心”。處木昆部的阿史那都支被推舉為西突厥左廂首領，聯合鼠尼施等部叛唐。此後，崑陵都護府的建置實際上已不存在。龍朔、麟德年間，朝廷升西州都督府為金山都護府，由謫官裴行儉掌政，統轄西州（今吐魯番）、庭州一帶的漢人地區。至咸亨年間，崑陵所轄的羈縻府州幾乎全部陷於吐蕃。武后垂拱元年（685年），降金山都護府為西州都督府，又授阿史那彌射之子阿史那元慶為崑陵都護，進“左玉鈐衛將軍”，襲封“興昔亡可汗”，恢復了崑陵都護府建置。阿史那元慶被來俊臣誣殺後，崑陵都護府再度斷絕。元慶的次子阿史那獻於唐中宗景龍年間受封興昔亡可汗，仍鎮守庭州，不再兼崑陵都護的職銜。不久，北庭都護府升為大都護府，原崑陵都護府所轄羈縻府、州改由北庭大都護府管轄。阿史那獻則繼呂休璟之後出任北庭大都護。

## 都護
崑陵都護授予室點密的後裔阿史那彌射及其子，并由朝廷冊封其為興昔亡可汗。都護駐地在庭州。
1. 阿史那彌射，顯慶三年至龙朔二年（658至662年）在任。
2. 阿史那元慶，垂拱元年至天授三年（685至692年）在任。